# Мюлк
Мюлк (тур. mülk, от арабски) e недвижим имот или движимо имущество в Османската империя, който е пълна частна собственост.
На теория цялата земя е държавна – мирие (мера), докато мюлкът може да се купува, продава, прехвърля, наследява и дори да се превръща в неотчуждаема собственост – вакъф.
Мюлковете са истински и неистински. Истински мюлк е имотът в рамките на населеното място – къщи, дворове, градини, а неистински са едрите поземлени владения, които не са свързани с никакви служебни задължения към държавата. С неистински мюлкове султанът награждава изтъкнати сановници, военачалници, членове на султанското семейство.
Мюлк е поземлено или друго владение с право на пълна собственост.